# Versa
VERSA, fram till 2013 VersaEmerge, var ett amerikanskt rockband från Port St. Lucie i Florida, USA. Bandet bildades år 2006 och hade skivkontrakt med skivbolaget Fueled by Ramen. De har släppt sex EP-skivor och debutalbumet Fixed at Zero, som gavs ut 2010. År 2013 lämnade bandet sitt skivbolag och bytte namn från VersaEmerge till Versa (stiliserat VERSA).

## Historia

### 2006–2007: Början ochCities Built on Sand
Bandet bildades medan gitarristen och bakgrundssångaren Blake Harnage och trummisen Anthony Martone gick i high school. När deras gamla band My Fair Verona splittrades bestämde de sig för att bilda sitt eget band, som de kallade VersaEmerge. Namnet VersaEmerge fick de från uttrycket vice versa (tvärtom, motsats) och från engelska emerge (att resa sig).
Bandet spelade in sin första EP-skiva Cities Built on Sand år 2007. Bandet bestod då av Blake Harnage, Anthony Martone, Spencer Pearson (sång), Anthony James (sång, programmering, klaverinstrument), Josh Center (gitarr) och Nick Osborne (bas). Under 2006 lämnade fyra medlemmar bandet, däribland sångaren Pearson. Då rekryterades bland annat basisten Devin Ingelido från Bury the Ashes. Året efter provsjöng Sierra Kusterbeck för rollen som sångerska i bandet genom att spela in en demo. Medlemmarna var inte säkra på om de skulle ta med henne men Harnage övertalade de andra och Kusterbeck blev bandets nya sångare. Det uppstod ett missförstånd om hennes ålder mellan bandet och henne när hon gjorde audition. Hon var då 16 år men skulle fylla 17 om en vecka. Till Harnage hade hon sagt "Jag är 17, jag fyller år nästa vecka". Därför trodde bandet att hon skulle fylla 18 år. Detta missförstånd löstes snart.

### 2007–2009:Perceptionsoch skivkontrakt
Efter att de rekryterat Kusterbeck gjorde bandet lokala spelningar och turnerade med andra band som Kiros, Our Last Night, There for Tomorrow och Craig Owens. Bandet arbetade hårt och släppte sin första EP med Kusterbeck, Perceptions, i maj 2008. James Lano lämnade bandet och Jerry Pierce ersatte honom. Skivbolaget Fueled by Ramen fick nu upp ögon för bandet och gav dem ett skivkontrakt. Därefter började de arbeta på sin tredje EP.
Den 3 februari 2009 släpptes bandets tredje och självbetitlade EP. Efter skivsläppet gav sig bandet ut på turnén "The Secret Valentine Tour" med band som We the Kings, The Maine, The Cab och There for Tomorrow. Efter denna fick de fler fans. De spelade på festivalerna Give it a Name i Storbritannien och Bamboozle i New Jersey under 2009. Därefter åkte de till Malibu för att börja skriva och spela in låtar till sitt första fullängdsalbum innan de gav sig ut på Warped Tour 2009. Efter det åkte de tillbaka till Malibu för att fortsätta arbetet med skivan.
Den 19 september 2009 meddelade Anthony Martone på Twitter att han inte längre var en del av bandet. Bandet anlitade musikern och vännen Spencer Peterson (inte att förväxla med den förre sångaren Spencer Pearson) som temporär trummis. I november 2009 lämnade även Jerry Pierce bandet. Han berättade på Twitter att han lämnande bandet på grund av personliga skäl, men att han fortsatte att vara vän med dem.

### 2010–2011:Fixed at Zero
I början av 2010 ersatte Chris Pollock Spencer Peterson som trummis. Den 26 april 2010 berättade bandet att deras kommande studioalbum skulle heta Fixed at Zero. De lanserade även en hemsida (www.fixedatzero.com) där de lade upp en bild på skivomslaget och förbeställningsinformation.
Sommaren 2010 spelade bandet återigen på Warped Tour. Under touren hade Kusterbeck varje dag en tävling som hon kallade "Where the Fuck is Sierra?" med fansen. Tävlingen var ungefär som kurragömma och de tio första som hittade Kusterbeck fick möjlighet att gå före i kön till signeringen. 
Den 22 juni 2010 släpptes deras debutalbum Fixed at Zero. Den första singeln från skivan, med samma namn som skivan, släpptes den 13 juli och musikvideon till den släpptes den 27 juli. 
I september 2010 meddelade bandet att de skulle delta i en höstturné med namnet "Vultures United Tour" tillsammans med Anarbor, The Dangerous Summer och Conditions. I oktober 2010 var de med i ett avsnitt av tv-serien World of Jenks på MTV.
Den 26 april 2011 meddelade Devin Ingelido att han kommer lämna bandet på grund av att han ville tillbringa mer tid med sin fru och nyfödda son. Han spelade sin sista show med bandet den 7 maj 2011. Nick Osborne som tidigare hade varit basist kom tillfälligt tillbaka och spelade med bandet under deras Europaturné, kallad "UK/Euro Invasion Tour", som bandet gjorde sommaren 2011.

### 2011–2013: Akustisk EP ochAnother Atmosphere
Den 23 augusti 2011 släppte bandet en ny EP betitlad Live Acoustic med akustiska covers och versioner på deras egna låtar. Bandet har berättat att denna skiva är inspirerad av rymden och de har även släppt instrumentala klipp på sin facebooksida. Bandet gjorde även en cover på julsången "Santa Baby" som släpptes den 20 december. På skivbolagets Fueled By Ramens 15-årsjubileum den 9 september 2011 var VersaEmerge showens huvudnummer. 
Bandet spelade på musikfestivalen Soundwave i Australien mellan 25 februari och 5 mars 2012. Så fort de kom tillbaka till USA från festivalen började de spela in sitt andra studioalbum. I början av maj 2012 sade bandet att inspelningen av det andra studioalbumet Another Atmosphere vara färdig och releasen av albumet planerades ske under hösten 2012. Den 16 juli släppte de en av de nya låtarna, "No Consequences", som en singel på sitt soundcloudkonto. 
Bandet valde senare att skjuta upp releasen av studioalbumet till början av 2013. Denna utgivning gjordes dock aldrig. Men de släppte ytterligare tre låtar från det planerade albumet, "Bones", "Domesticated" och ”Burn”, som tillsammans med "No Consequenses" kom att ges ut som en nedladdningsbar EP kallad Another Atmosphere Preview.

### 2013–2015: Lämnandet av skivbolaget, namnbyte ochNeon
I juli 2013 valde bandet och skivbolaget Fueled By Ramen att gå skilda vägar. Bandet berättade att musikvideon för "No Consequences" var det absolut sista som de skulle göra under bandnamnet VersaEmerge. De meddelade att de skulle byta namn till Versa och släppa en ny EP. EP:n skulle bestå av tre låtar som skulle varit med på deras planerade andra studioalbum Another Atmosphere. Den 31 januari 2014 släpptes den nya EP:n Neon under det nya bandnamnet.
I juni 2015 meddelade Sierra Kusterbeck att hon och Blake Harnage, de dåvarande medlemmarna i bandet, börjat arbeta med ett nytt projekt under ett nytt namn och att de inte hade för avsikt att fortsätta under namnet Versa.

## Bandmedlemmar

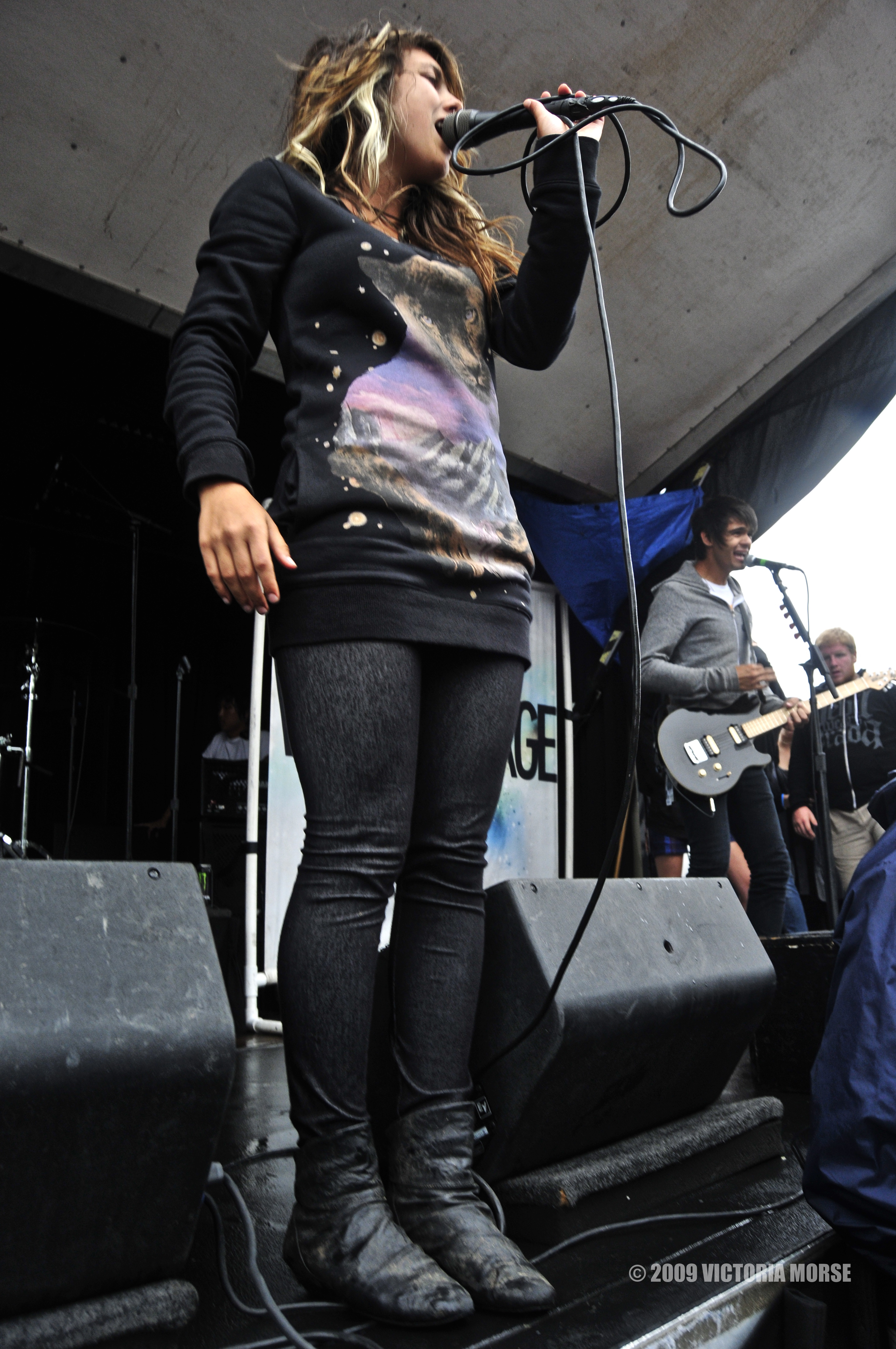
Sierra Kusterbeck.

### Senaste medlemmar
- Sierra Kusterbeck – sång (2007–2015)
- Blake Harnage – gitarr, sång, bakgrundssång (2005–2015)

### Tidigare medlemmar
- Anthony James – keyboard, death growls (2005–2007)
- Josh Center – kompgitarr (2005-2007)
- Spencer Pearson – sång (2005–2007)
- James Lano – kompgitarr (2007-2008)
- Anthony Martone – trummor, slagverk (2005–2009)
- Jerry Pierce – kompgitarr (2008–2009)
- Devin Ingelido – basgitarr (2006–2011)

### Turnémedlemmar
- Chris Kamrada (There for Tomorrow) – trummor, slagverk (2012)
- Chris Pollock – trummor, slagverk (2010–2011)
- Spencer Peterson – trummor, slagverk (2009)
- Nick Osborne – basgitarr (2005, 2011–2012)

## Diskografi

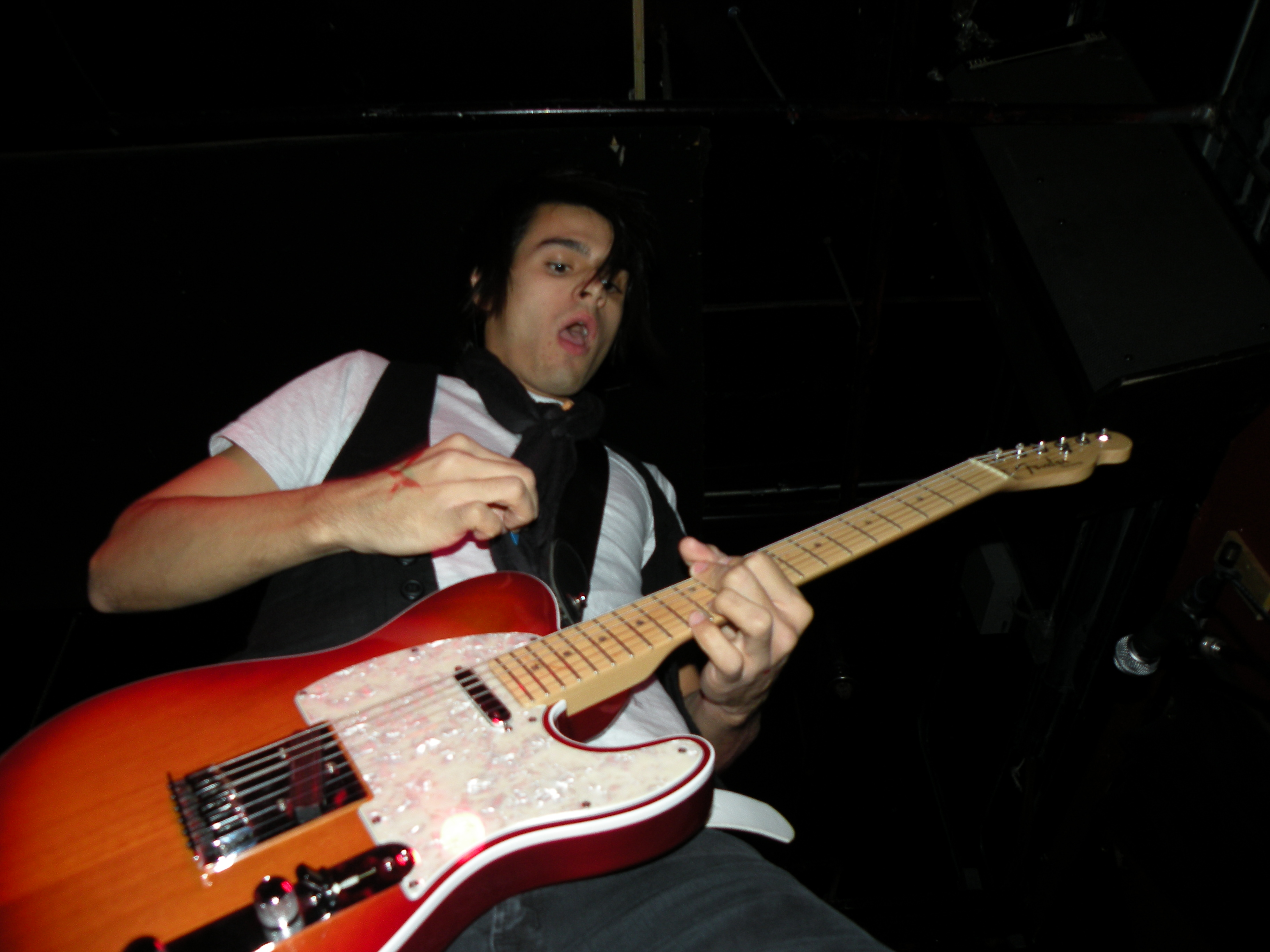
Blake Harnage.

### Album
| Album         | År   |
| ------------- | ---- |
| Fixed at Zero | 2010 |

### EP
| Album                      | År   |
| -------------------------- | ---- |
| Cities Built on Sand       | 2007 |
| Perceptions                | 2008 |
| VersaEmerge                | 2009 |
| Live Acoustic              | 2011 |
| Another Atmosphere Preview | 2012 |
| Neon                       | 2014 |

### Singlar
| År   | Singel               | Album / EP                      |
| ---- | -------------------- | ------------------------------- |
| 2008 | "In Pursuing Design" | Perceptions (EP)                |
| 2009 | "Past Praying For"   | VersaEmerge (EP)                |
| 2009 | "Whisperer"          | VersaEmerge (EP)                |
| 2010 | "Fixed at Zero"      | Fixed at Zero                   |
| 2011 | "Your Own Love"      | Fixed at Zero                   |
| 2011 | "Figure It Out"      | Fixed at Zero                   |
| 2011 | "Lost Tree"          | Fixed at Zero                   |
| 2011 | "Santa Baby”         | Julspecial, cover, singel       |
| 2012 | "No Consequences"    | Another Atmosphere Preview (EP) |
| 2013 | "Neon"               | Neon (EP)                       |